# Kayan

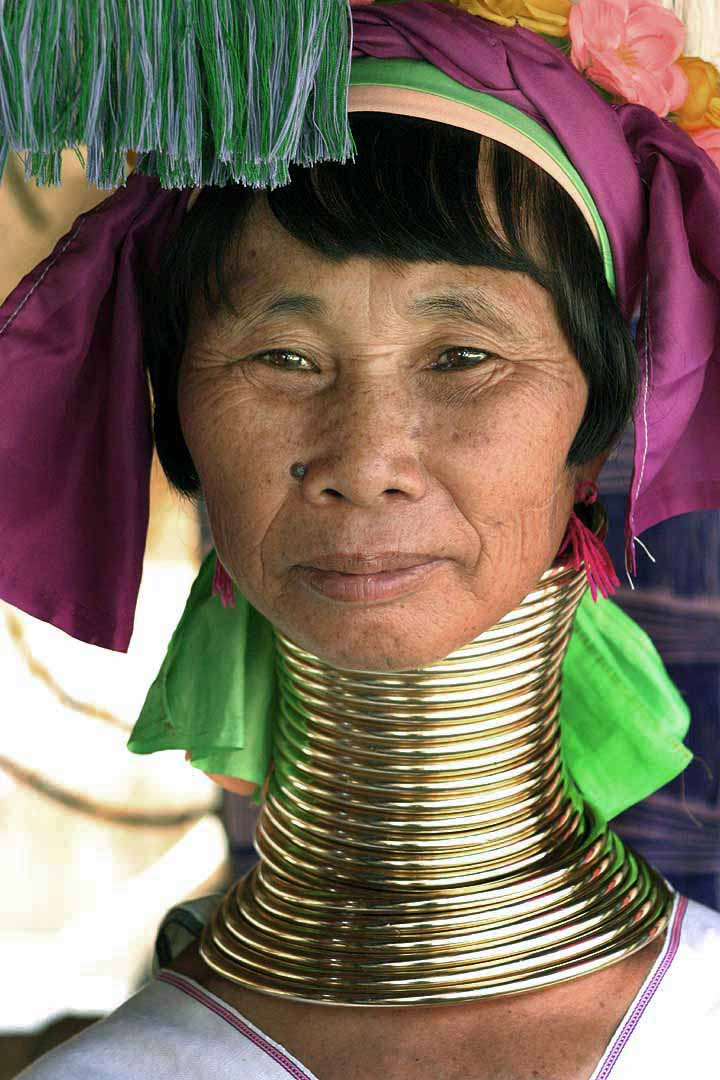
Una donna Kayan del nord della Thailandia

I Kayan sono una etnia della popolazione Karenni, una minoranza di lingua tibeto-birmana. Sono anche chiamati Padaung, che nella lingua autoctona significa "collo lungo". Nel 1990 a causa di un conflitto con il regime militare birmano, molte tribù si sono rifugiate nella vicina Thailandia. Da allora esse vivono con uno status legale incerto nei villaggi di confine, ma sopravvivono soprattutto grazie ai proventi derivati dal turismo, per via della tipica spirale di ottone che le donne Kayan indossano al collo fin dalla tenera età.
Si stima che la popolazione kayana ammonti a circa settemila membri di ambo i sessi.

## Le donne giraffa

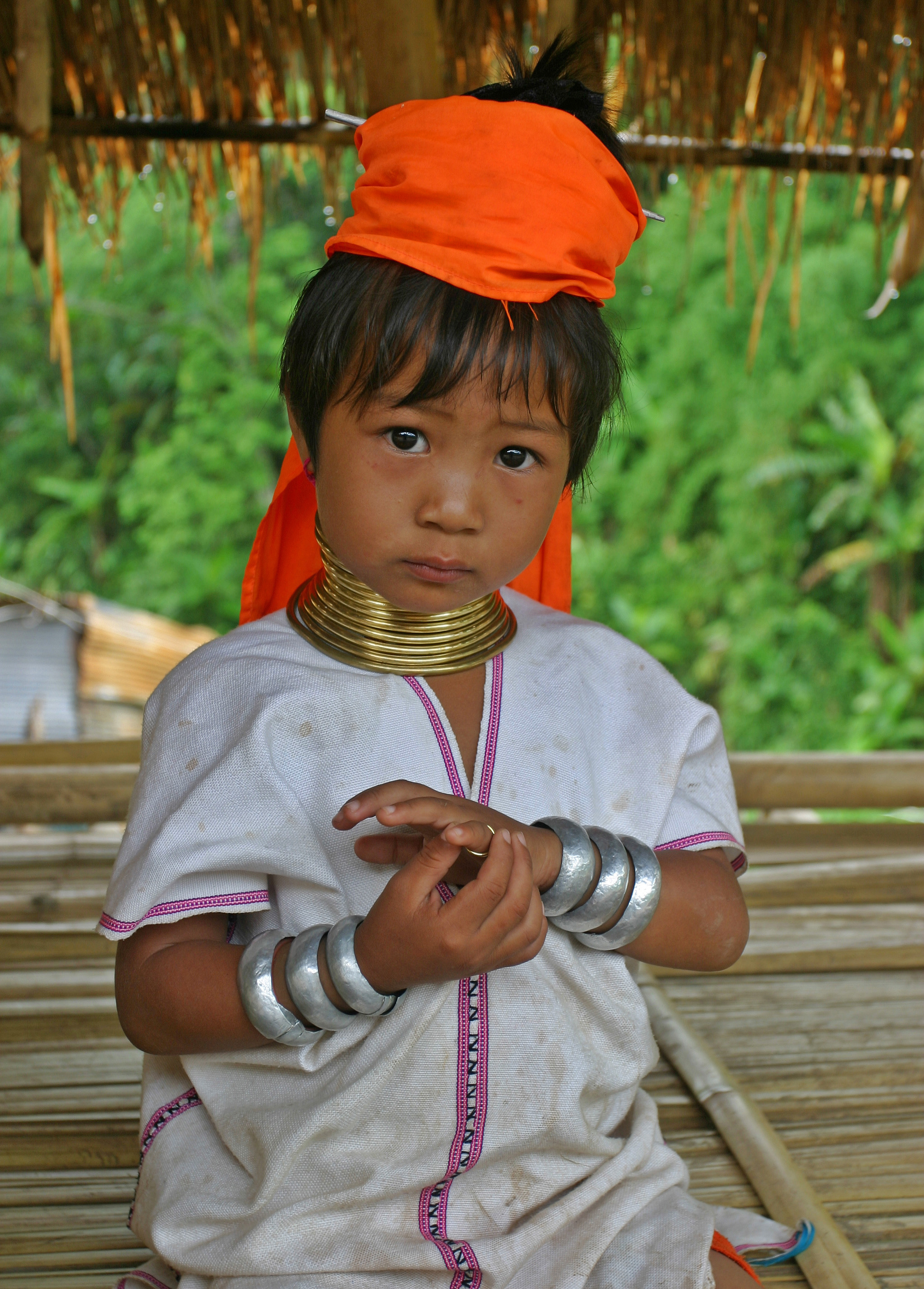
Una bambina Kayan del nord della Thailandia

In Italia le donne della tribù Kayan sono conosciute con questo nome, dovuto alle modifiche fisiche provocate dalla caratteristica spirale di ottone indossata fin dall'infanzia, a partire dall'età di cinque anni. Crescendo, la spirale viene ciclicamente sostituita con altre di dimensioni sempre maggiori, fino a che la pressione che essa esercita sul corpo non provoca un progressivo slittamento della clavicola e una conseguente compressione della gabbia toracica.
Pertanto, diversamente da quanto ritenuto, non è il collo a subire un allungamento, bensì le spalle a scendere. L'illusione ottica è creata dalla deformazione della clavicola, soprattutto nei soggetti più anziani, dove le spirali di ottone possono contare fino a venticinque anelli.
Nessuna donna Kayan si priva di questa spirale ornamentale per tutta la propria esistenza, tuttavia questa eventualità è prevista come punizione in caso di adulterio. Una pena resa ancora più pesante laddove la donna, se privata della propria spirale, sarebbe costretta a vivere perennemente sdraiata come un'invalida. La deformazione fisica causata dalla spirale, infatti, comporta anche altre complicazioni fisiche, che portano ad atrofizzare collo e vertebre cervicali a tal punto da non essere più in grado di sorreggere il peso della testa se venisse loro tolta la spirale in ottone.
Le origini di questo caratteristico ornamento femminile sono ignote ma forse riconducibili a una più efficace forma di protezione contro le aggressioni di animali feroci, come le tigri. Proteggendo il collo dall'attacco mortale di questi animali, si sarebbe salvaguardata la sopravvivenza delle donne e quindi garantita la procreazione a beneficio dell'intera comunità Kayan.
Alcune donne, oltre alle spirali al collo, ne portano anche alle gambe. Un altro soprannome che viene loro attribuito è "donne cigno".